# Ducula chalconota
Il piccione imperiale splendente o piccione imperiale ventrerosso delle montagne (Ducula chalconota Salvadori, 1874) è un uccello della famiglia dei Columbidi diffuso in Nuova Guinea.

## Tassonomia
Comprende le seguenti sottospecie:
- D. c. chalconota (Salvadori, 1874) - Vogelkop (Nuova Guinea nord-occidentale);
- D. c. smaragdina Mayr, 1931 - Nuova Guinea occidentale, centrale e orientale.